# Torneo de las Seis Naciones 2007

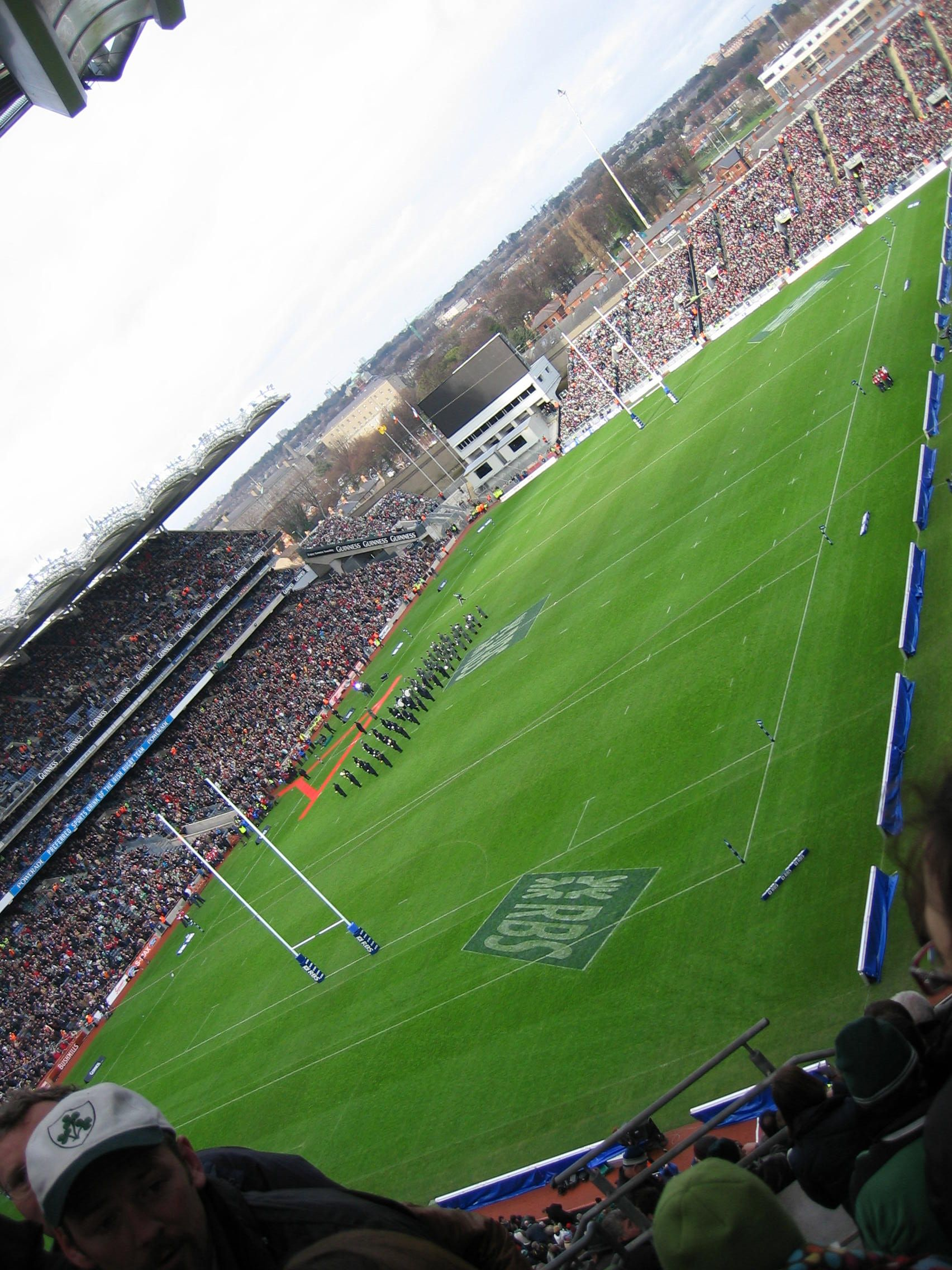
El Rugby fue jugado por primera vez en Croke Park, durante el encuentro Irlanda-Francia.

La 106º Edición del Torneo VI Naciones de Rugby se disputa desde el 3 de febrero hasta el 17 de marzo de 2007 en los países europeos de Francia, Escocia, Inglaterra, País de Gales, Irlanda e Italia.

## Participantes
Los equipos participantes son:
| Selección  | Entrenador       | Capitán          |
| ---------- | ---------------- | ---------------- |
| Inglaterra | Brian Ashton     | Phil Vickery     |
| Francia    | Bernard Laporte  | Raphaël Ibañez   |
| Irlanda    | Eddie O'Sullivan | Brian O'Driscoll |
| Italia     | Pierre Berbizier | Marco Bortolami  |
| Escocia    | Frank Hadden     | Chris Paterson   |
| Gales      | Gareth Jenkins   | Stephen Jones    |

| Estadio            | Lugar     | Capacidad |
| ------------------ | --------- | --------- |
| Twickhenham        | Londres   | 82.000    |
| Stade de France    | San-Denis | 80.000    |
| Croke Park         | Dublín    | 82.250    |
| Stadio Flaminio    | Roma      | 34.000    |
| Murrayfield        | Edimburgo | 67.500    |
| Millennium Stadium | Cardiff   | 72.500    |

## Clasificación final
| Lugar | Selección  | Partidos | Partidos | Partidos  | Partidos | Puntos  | Puntos    | Puntos | Puntos  | Tabla de puntos |
| Lugar | Selección  | Jugados  | Ganados  | Empatados | Perdidos | A favor | En contra | dif.   | ensayos | Tabla de puntos |
| ----- | ---------- | -------- | -------- | --------- | -------- | ------- | --------- | ------ | ------- | --------------- |
| 1     | Francia    | 5        | 4        | 0         | 1        | 155     | 86        | +69    | 15      | 8               |
| 2     | Irlanda    | 5        | 4        | 0         | 1        | 149     | 84        | +65    | 17      | 8               |
| 3     | Inglaterra | 5        | 3        | 0         | 2        | 119     | 115       | +4     | 10      | 6               |
| 4     | Italia     | 5        | 2        | 0         | 3        | 94      | 147       | -53    | 9       | 4               |
| 5     | Gales      | 5        | 1        | 0         | 4        | 86      | 113       | -27    | 7       | 2               |
| 6     | Escocia    | 5        | 1        | 0         | 4        | 95      | 153       | -58    | 7       | 2               |

- Tras la jornada 4 de la competición, ningún equipo aspiraba ya a ganar el Grand Slam.
- Irlanda gana la Triple Corona por segundo año consecutivo y tercera vez en cuatro años.

## Resultados

### Jornada 1
| 3 de febrero de 2007, 13:30 GMT | Italia       | 3 – 39 | Francia | Stadio Flaminio, Roma,                                   |                                                          |
|                                 | Pen: Pez 36' |        | Ensayos: Dominici 23' c Heymans 30' c Chabal (2) 40' m, 44' c Jauzion 63' c Con: Skrela (4) Pen: Skrela 13' Beauxis 72' | Asistencia: 24,973 espectadores Árbitro(s): Wayne Barnes | Asistencia: 24,973 espectadores Árbitro(s): Wayne Barnes |

| 3 de febrero de 2007, 16:00 GMT | Inglaterra | 42 – 20 | Escocia                                                                        | Twickenham, Londres,                                      |                                                           |
|                                 | Ensayos: Robinson (2) 37' m, 55' c Wilkinson 59' c Lund 72' m Con: Wilkinson (2) Pen: Wilkinson (5) 11', 29', 31', 49', 53' Drop: Wilkinson 19' |         | Ensayos: Taylor 25' c Dewey 77' c Con: Paterson (2) Pen: Paterson (2) 18', 43' | Asistencia: 82,000 espectadores Árbitro(s): Marius Jonker | Asistencia: 82,000 espectadores Árbitro(s): Marius Jonker |

| 4 de febrero de 2007, 15:00 GMT | Gales                          | 9 – 19 | Irlanda                                                                | Millennium Stadium, Cardiff,                              |                                                           |
|                                 | Pen: S. Jones (3) 9', 19', 25' |        | Ensayos: R. Best 1' m B. O'Driscoll 33' c O'Gara 71' c Con: O'Gara (2) | Asistencia: 74,239 espectadores Árbitro(s): Kelvin Deaker | Asistencia: 74,239 espectadores Árbitro(s): Kelvin Deaker |

### Jornada 2
| 10 de febrero de 2007, 13:30 GMT | Inglaterra                                                        | 20 – 7 | Italia                                    | Twickenham, Londres,                                    |                                                         |
|                                  | Ensayos: Robinson 39' m Pen: Wilkinson (5) 3', 15', 25', 56', 75' |        | Ensayos: Scanavacca 65' c Con: Scanavacca | Asistencia: 82,000 espectadores Árbitro(s): Nigel Owens | Asistencia: 82,000 espectadores Árbitro(s): Nigel Owens |

| 10 de febrero de 2007, 15:30 GMT | Escocia                                            | 21 – 9 | Gales                           | Murrayfield, Edinburgo,                                |                                                        |
|                                  | Pen: Paterson (7) 6', 19', 37', 48', 52', 58', 79' |        | Pen: S. Jones (3) 24', 40', 54' | Asistencia: 67,500 espectadores Árbitro(s): Alan Lewis | Asistencia: 67,500 espectadores Árbitro(s): Alan Lewis |

| 11 de febrero de 2007, 15:00 GMT | Irlanda                                                  | 17 – 20 | Francia                                                                      | Croke Park, Dublín,                                     |                                                         |
|                                  | Ensayos: O'Gara 31' m Pen: O'Gara (4) 12', 24', 56', 78' |         | Ensayos: Ibañez 14' c Clerc 79' c Con: Skrela Beauxis Pen: Skrela (2) 4', 9' | Asistencia: 83,000 espectadores Árbitro(s): Steve Walsh | Asistencia: 83,000 espectadores Árbitro(s): Steve Walsh |

### Jornada 3
| 24 de febrero de 2007, 15:00 GMT | Escocia                                                                 | 17 – 37 | Italia | Murrayfield, Edinburgo,                                    |                                                            |
|                                  | Ensayos: Dewey 14' c Paterson 60' c Con: Paterson (2) Pen: Paterson 40' |         | Ensayos: Ma. Bergamasco 1' c Scanavacca 4' c Robertson 6' c Troncon 75' c Con: Scanavacca (4) Pen: Scanavacca (3) 19', 66', 71' | Asistencia: 50,284 espectadores Árbitro(s): Donal Courtney | Asistencia: 50,284 espectadores Árbitro(s): Donal Courtney |

| 24 de febrero de 2007, 17:30 GMT | Irlanda | 43 – 13 | Inglaterra                                                        | Croke Park, Dublín,                                    |                                                        |
|                                  | Ensayos: Dempsey 30' c D. Wallace 37' c Horgan 63' c Boss 78' c Con: O'Gara (3) P. Wallace Pen: O'Gara (5) 6', 20', 26', 43', 57' |         | Ensayos: Strettle 46' c Con: Wilkinson Pen: Wilkinson (2) 2', 56' | Asistencia: 83,000 espectadores Árbitro(s): Joël Jutge | Asistencia: 83,000 espectadores Árbitro(s): Joël Jutge |

| 24 de febrero de 2007, 20:00 GMT | Francia                                                                                                  | 32 – 21 | Gales                                                                 | Stade de France, Saint-Denis,                               |                                                             |
|                                  | Ensayos: Dominici 28' c Nallet 34' c Con: Skrela (2) Pen: Skrela (5) 11', 18', 38', 46', 52' Beauxis 80' |         | Ensayos: Popham 13' c Shanklin 15' c Robinson 74' c Con: S. Jones (3) | Asistencia: 79,959 espectadores Árbitro(s): Tony Spreadbury | Asistencia: 79,959 espectadores Árbitro(s): Tony Spreadbury |

### Jornada 4
| 10 de marzo de 2007, 13:30 GMT | Escocia                                        | 18 – 19 | Irlanda                                                             | Murrayfield, Edinburgo,                                  |                                                          |
|                                | Pen: Paterson (6) 17', 36', 40', 51', 61', 66' |         | Ensayos: O'Gara 30' c Con: O'Gara Pen: O'Gara (4) 9', 38', 68', 70' | Asistencia: 67,800 espectadores Árbitro(s): Dave Pearson | Asistencia: 67,800 espectadores Árbitro(s): Dave Pearson |

| 10 de marzo de 2007, 15:30 GMT | Italia                                                                                  | 23 – 20 | Gales                                                                           | Stadio Flaminio, Roma,                                  |                                                         |
|                                | Ensayos: Robertson 37' c Mauro Bergamasco 78' c Con: Pez (2) Pen: Pez (3) 12', 20', 73' |         | Ensayos: S. Williams 27' c Rees 45' c Con: S. Jones Hook Pen: Hook (2) 44', 54' | Asistencia: 24,973 espectadores Árbitro(s): Chris White | Asistencia: 24,973 espectadores Árbitro(s): Chris White |

| 11 de marzo de 2007, 15:00 GMT | Inglaterra                                                                                      | 26 – 18 | Francia                                                 | Twickenham, Londres,                                        |                                                             |
|                                | Ensayos: Flood 48' c Tindall 73' c Con: Flood Geraghty Pen: Flood (3) 8', 31', 35' Geraghty 68' |         | Pen: Skrela (3) 4', 15', 21' Yachvili (3) 34', 52', 59' | Asistencia: 82,000 espectadores Árbitro(s): Jonathan Kaplan | Asistencia: 82,000 espectadores Árbitro(s): Jonathan Kaplan |

### Jornada 5
| 17 de marzo de 2007, 13:30 GMT | Italia                                                                                                 | 24 – 51 | Irlanda | Stadio Flaminio, Roma,                                      |                                                             |
|                                | Ensayos: Bortolami 75' m de Marigny 80' c Con: Scanavacca Pen: Pez (2) 15', 26' Drop: Pez (2) 12', 29' |         | Ensayos: Dempsey (2) 17' m, 46' c Easterby 21' m D'Arcy 40' c Horgan 51' m Hickie (2) 55' c, 77' m O'Gara 59' c Con: O'Gara (4) Pen: O'Gara 6' | Asistencia: 24,973 espectadores Árbitro(s): Jonathan Kaplan | Asistencia: 24,973 espectadores Árbitro(s): Jonathan Kaplan |

| 17 de marzo de 2007, 15:30 GMT                               | Francia | 46 – 19 | Escocia                                                                | Stade de France, Saint-Denis,                             |                                                           |
|                                                              | Ensayos: Harinordoquy 29' c Jauzion 33' c Marty 52' c Heymans 59' m Milloud 62' c Vermeulen 80' c Con: Beauxis (5) Pen: Beauxis (2) 19', 37' |         | Ensayos: Walker 7' c S. Lamont 40' c E. Murray 76' m Con: Paterson (2) | Asistencia: 79,959 espectadores Árbitro(s): Craig Joubert | Asistencia: 79,959 espectadores Árbitro(s): Craig Joubert |
| Francia necesitaba ganar por 24 puntos para ganar el torneo. | |         |                                                                        |                                                           |                                                           |

| 17 de marzo de 2007, 17:30 GMT                                  | Gales                                                                                      | 27 – 18 | Inglaterra                                                                    | Millennium Stadium, Cardiff,                              |                                                           |
|                                                                 | Ensayos: Hook 3' c Horsman 13' m Con: Hook Pen: Hook (4) 11', 39', 64', 74' Drop: Hook 68' |         | Ensayos: Ellis 32' c Robinson 40' m Con: Flood Pen: Flood 46' Drop: Flood 35' | Asistencia: 74,500 espectadores Árbitro(s): Alain Rolland | Asistencia: 74,500 espectadores Árbitro(s): Alain Rolland |
| Inglaterra necesitaba ganar por 57 puntos para ganar el Torneo. |                                                                                            |         |                                                                               |                                                           |                                                           |

## Anotadores
| Pos. | Nombre              | Ensayos | Jug. | Equipo     |
| ---- | ------------------- | ------- | ---- | ---------- |
| 1    | Ronan O'Gara        | 4       | 5    | Irlanda    |
| 1    | Jason Robinson      | 3       | 3    | Inglaterra |
| 2    | Sébastien Chabal    | 3       | 2    | Francia    |
| 2    | Christophe Dominici | 2       | 3    | Francia    |
| 2    | Andrea Scanavacca   | 2       | 3    | Italia     |

| Pos. | Nombre          | Puntos | Jug. | Equipo     |
| ---- | --------------- | ------ | ---- | ---------- |
| 1    | Ronan O'Gara    | 85     | 5    | Irlanda    |
| 2    | Chris Paterson  | 65     | 5    | Escocia    |
| 3    | Jonny Wilkinson | 50     | 3    | Inglaterra |

## Otros Trofeos
- Copa Calcuta: Inglaterra 42-20 Escocia
- Triple Corona: Inglaterra 42-20 Escocia;  Gales 9-19 Irlanda; Escocia 21-9 Gales; Irlanda 43-13 Inglaterra; Escocia 18-19 Irlanda; Gales 27-18 Inglaterra
- Millenium Trophy: Irlanda 43-13 Inglaterra
- Trofeo Eurostar: Inglaterra 26-18 Francia